# Първи ден
Първи ден е българска телевизионна новела от 1984 година по сценарий на Иван Иванов и режисура на Нушка Григорова. Новелата е направена по документалната повест на Иван Крумов – „Червената лилия“.

## Любопитно
- Филмът е базиран върху един епизод от живота на Лилия Карастоянова (1924-1925 г.) – нейната първа учебна година.
- Снимките са в гр. Лом[1].

## Сюжет
Лили живее в затвора и тръгва на училище. „Първият и учебен ден е без цветя, защото цветя не растат тук, в затвора всичко умира. В двора няма даже и цветя – тя е стъпкана“. Лилия ходи всеки ден на училище, „но не е като другите“ – „сама, като едно червено цвете“. А в края на учебната година единствен ученик, завършил с пълен отличен в класа, е тя – Лилия Карастоянова..

## Актьорски състав
| В главните роли    | Изпълнител                                        |
| ------------------ | ------------------------------------------------- |
| Лилия Карастоянова | Десислава Петрова, след 2014г. - Десислава Пенева |
| майката на Лилия   | Петя Силянова                                     |

Останалите роли се изпълняват от самодейни актьори от гр. Лом.